# Фергасон, Джеймс
Джеймс Ли Фергасон (12 января 1934 — 9 декабря 2008) — американский изобретатель и предприниматель. Член Национального зала славы изобретателей. Наиболее известная работа — улучшенный жидкокристаллический дисплей или LCD. Обладатель более ста патентов США.
Родился на ферме возле маленького городка Уокенд в штате Миссури. Он учился в сельской школе до 7-го класса, когда его семья переехала в округ Кэрролл. После окончания средней школы в 1952 году он поступил в Университет Миссури. В 1956 получил степень бакалавра в области физики.
После службы в армии Джеймс работал в исследовательской лаборатории Westinghouse в штате Пенсильвания. В Westinghouse он начал свою новаторскую работу над холестерическими жидкими кристаллами, сформировав первую исследовательскую группу по практическому использованию данной технологии. За эту работу он получил свой первый патент (патент США 3114836) в 1963 году.
Фергасон получил более 150 патентов в Соединенных Штатах и более 500 зарубежных патентов. Он был введен в Национальный зал славы изобретателей. В 2001 году был удостоен звания почетного доктора Университета Миссури, в 2006 году ему была вручена Премия Лемельсона, в 2007 году он был награждён медалью Ричардсона, а в 2008 году он получил медаль Института инженеров электротехники и радиоэлектроники.